# Фріккенгаузен
Фріккенгаузен (нім. Frickenhausen) — громада в Німеччині, знаходиться в землі Баден-Вюртемберг. Підпорядковується адміністративному округу Штутгарт. Входить до складу району Есслінген.
Площа — 11,35 км2. Населення становить 9206 ос. (станом на 31 грудня 2020).